# Euagra haemanthus
Euagra haemanthus är en fjärilsart som beskrevs av Walker 1854. Euagra haemanthus ingår i släktet Euagra och familjen björnspinnare. Inga underarter finns listade i Catalogue of Life.